# Ángela Meyer
Ángela del Carmen Maurano Debén  (Santurce, 2 de agosto de 1947) es una actriz, productora, cantante, ventrílocua, locutora, animadora, bailarina de ballet, reportera y servidora pública.

## Biografía
Hija del músico y compositor argentino Mario Maurano y la actriz puertorriqueña Margot Debén. Hermana de Luis Ricardo, Mario, Laura y Olga. Debutó en el mundo del espectáculo con la compañía de magia y variette de su abuelo materno el Mago Richardine, en un paso de comedia junto a su señora madre y su tío Richardine II a los 18 meses de nacida. Su debut profesional fue a los 3 años de edad bailando con la misma compañía. En el 1962 debutó en la televisión en el programa infantil "Titi Chagua" con Rosaura Andreu por el Canal 11. En el 1970 pasó a trabajar como actriz de comedias en "El show del mediodía" producido por Tommy Muñiz por WAPA-Televisión Canal 4. En ese mismo canal trabajó en su primera telenovela "Historia de dos mujeres"  (1970) con Marta Romero y José Reymundí.
Debutó en el teatro en la obra "El último de los Don Juanes" (1971) con Elín Ortiz, Velda González y Madeline Willemsen y en el cine en la película "El hijo de Angela María"  (1974) con Johanna Rosaly, Rolando Barral e Irán Eory. Una vez finalizada la telenovela "El hijo de Ángela María" (1973-74), su interpretación del personaje de Chanita salió de la telenovela, convirtiéndose en Chianita, un personaje cómico, teniendo una sección "Chianita gobernadora" dentro de "El show de las 12" producido por Paquito Cordero para Telemundo Canal 2 y más adelante la sección "Chianita comentadora" en "El show del mediodía" producido por Luis Vigoreaux para WAPA- Televisión Canal 4. Con este exitoso, querido y recordado personaje grabó cinco discos de larga duración y como Ángela Meyer un CD de poemas titulado "Dos voces para el amor" junto al periodista Jorge Rivera Nieves.  También se ha desempeñado como cantante, presentadora  y productora de programas de televisión y telenovelas.
En la actualidad labora para el Municipio de Bayamón, Puerto Rico  como  Ayudante Ejecutiva del Alcalde en asuntos culturales. Continúa trabajando en el teatro y produce junto a Myrna Casas una serie de programas para el Canal 40 de la Fundación Ana G. Méndez. El nombre de esta extraordinaria primera actriz está escrito con letras de oro en la historia de la televisión y el teatro de Puerto Rico.

## Filmografía como actriz
- "Ellas" (¿?) Programa TV .... Presentadora
- Ellas al mediodía (¿?) Programa TV .... Presentadora
- Soltero y sin compromiso (¿?) Comedia TV
- Tres destinos (1994) Telenovela... Rita
- "Poquita cosa" (¿?) Telenovela .... Vicky Benítez
- Yo se que mentía (1985) Telenovela
- "Dramas con Padre Posada" (¿?) Serie TV
- "Vivir para ti" (1983) Telenovela .... Carlota Murillo
- "Cuando es culpable el amor" (1983) Telenovela
- "Chianita comentadora" (¿?) Programa TV
- "Luis Vigoreaux presenta" (¿?) Programa TV
- "Buenas noches América" (¿?) Programa TV .... Presentadora
- Ariana  (1980) Telenovela
- "Ei ídolo" (1980) Telenovela .... Mora Valerio
- Rojo verano (1980) Telenovela
- "Anacaona" (1979) Telenovela
- Marta Lloréns  (1979) Telenovela
- "La parada de Macys" (¿?) Presentadora
- "Estudio 2" (¿?) Programa TV
- "Veredicto final" (¿?) Programa TV
- "Chianita gobernadora" (¿?) Programa TV
- "El regreso" (¿?) Telenovela
- "Los dedos de la mano" (¿?) Telenovela
- "Pueblo chico" (¿?) Telenovela
- El hijo de Ángela María (1973) Telenovela .... Chanita
- "Tomiko"  (1972) Telenovela .... Tomiko
- "Luis Vigoreraux presenta" (¿?) Programa TV (comedia "El tiro de oro")
- "La cocina astrológica con Mrs. Fasman"
- "Telecine de la tarde" (¿?) Presentadora
- "Por eso que llaman amor" (¿?) Telenovela
- "La herencia" (¿?) Telenovela
- "El cuarto mandamiento" (¿?) Telenovela
- "Mi querida Sylvia" (¿?) Telenovela
- "Mujeres sin hombre" (¿?) Telenovela
- "Pecado capital" (¿?) Telenovela
- "Marcelo y Marcelina" (¿?) Telenovela
- "Estrella Galaxia" (¿?) Programa TV
- "Historia de dos mujeres" (1970) Telenovela
- "La hora de la aventura" (¿?) Programa TV
- "Calle 4" (¿?) Programa TV
- "Ja, ja, ji, ji, jo, jo con Agrelot (¿?) Comedia TV
- "Titi Chagua" (1962) Programa TV
- La Isla Telenovela... Cristina Mendía
- Ave de paso Telenovela... María Carrasco

## Obras de teatro
- "Múltiple Ángela" (Unipersonal)
- "Múltiples ellas"
- "Múltiples ellas en magia"
- "El último de los Don Juanes"
- "Las troyanas"
- "El zoológico de cristal"
- "Bodas de sangre"
- "Doña Bárbara"
- "Ha llegado un inspector"
- "Crímenes del corazón"
- "Dudas"
- "La casa de los espíritus"
- "Jaque a la reina"
- "A mitad del camino"
- "No todas lo tienen"
- "Hay que deshacer la casa"
- "El sirviente"
- "Desde Isabel con amor"
- "Chau"
- "El amado amante"
- "Canción de cuna"
- "Dos docenas de rosas rojas"
- "Tengamos el sexo en paz"
- "Nosotras lo hacemos mejor"
- "Tres noches tropicales y una vida de infierno"
- "Las reinas del chanteclear"
- "Antes del desayuno"
- "Corona de amor y muerte"
- "Flor de presidio"
- "Velorio boricua"
- "La zorra"
- "Palomas de la noche"
- "Mi inseparable enemigo"
- "El aniversario de Pepe y Luis"
- "El matrimonio es la muerte"
- "Ha llegado el italiano"
- "Huracán boricua"
- "La clase graduada del 69"
- "La tijera loca"
- "¿Qué pasó con Baby Jane?"
- "Mujeres"  "Casa de mujeres"
- "Las chicas del 8C"
- "Muerte en el Nilo"
- "La encantadora familia Blist"
- "A las 6:00 en la esquina del boulevar"
- "Modelo exclusivo"
- "El cartel del bacalao"
- "Las dos Ángelas" (basada en su vida, escrita por Roberto Ramos Perea)
- "Vejigantes"
- "Palacios de cartón"
- "El vodevil está en crisis"
- "Vecinos"
- "A $2.50 el cuba libre"
- "El matrimonio es la muerte"
- "Mi inseparable enemiga"
- "La casa de Bernarda Alba"
- "Dos mujeres en el tiempo"
- "Un huevo y la mitad de otro"
- "Guerra menos guerra igual al sexo"
- "El día que me quieras" "Marianela"

## Filmografía como productora
- Ellas al mediodía Programa TV
- "Ellas" Programa TV
- "Veredicto final"
- La otra  Telenovela
- Yara prohibida Telenovela
- Ave de paso Telenovela
- La Isla Telenovela
- Natalia Telenovela
- "Ambición de poder" Telenovela
- "El hijo del gitano" Telenovela
- "Alma adentro"
- "Casa de Mujeres" (Teatro)
- "El diario de Mary Duggan"
- "Múltiples risas con múltiples ellas"